# Цай Мінлян
Цай Мінлян (кит. 蔡明亮, піньїнь: Cài Míngliàng 蔡明亮, піньїнь Cài Míngliàng; нар. 27 жовтня 1957, Кучинг, Малайзія) — тайванський кінорежисер, видатний представник тайванського кінематографа, володар премій нихки престижних європейських кінофестивалів, зокрема «Золотого лева» Венеційського кінофестивалю (головна нагорода).

## Біографія
Народився 27 жовтня 1957 року в Малайзії, у місті Кучинг. У віці 20 років переїхав на Тайвань. У 1982 році закінчив факультет драматургії і кінематографа Китайського культурного університету Тайваню, після чого працював продюсером, сценаристом і телережисером в Гонконзі. Зі слів самого режисера «я не почуваю що належу до Тайваню або Малайзії. Можна сказати, що я можу піти куди завгодно, але я ніколи не почуваю себе приналежним до чогось».
Протягом 1989—1991 років зняв декілька телефільмів.
Перший кінофільм — Повстанці Неонового Бога — Цай Мінлянь зняв у 1992 році. Сім'я з цього фільму, та персонаж Сяо-Кан з'являться ще в декількох його фільмах — Річка, А у вас котра година?, Норовлива хмара, Обличчя.
Після фільму Бродячі пси 2013 року зробив перерву в ігровому кіно. Знімав експериментальну серію коротко- та середньометражок «Ходок», яка почалась з однойменного фільму.
Повернувся до ігрового кіно у 2020 році з фільмом «Дні».

## Особисте життя
Цай є геєм. Він досліджує тему гомосексуальності у своїх фільмах. З 2021 року він живе в горах поблизу Тайбею, де робить ремонт і живе в покинутих квартирах. Він ділить свій житловий простір зі своїм давнім співробітником, Лі Кан Шен.

## Улюблені фільми Цая Мінляня
- «400 ударів»
- «Затемнення»
- «Страх з'їдає душу»
- «Прощавай, готель „Дракон“»
- «Мушетт»
- «Ніч мисливця»
- «Єдиний син»
- «Страсті Жанни д'Арк»
- «Вісна в містечку»
- «Схід сонця»
- «Затемнення»
- «Страх з'їдає душу»
- «Прощавай, готель „Дракон“»
- «Мушетт»
- «Ніч мисливця»
- «Єдиний син»
- «Страсті Жанни д'Арк»
- «Вісна в містечку»
- «Схід сонця»

## Нагороди
Серед досягнень Цая «Золотий лев» за фільм «Хай живе любов» на Венеційському кінофестивалі 1994 року, Приз Великого журі — Срібний лев за фільм «Бродячі пси» на Венеційському кінофестивалі 2013 року, «Срібний ведмідь» (спеціальний приз журі) 1998 року за фільм «Річка» на Берлінському кінофестивалі, премія ФІПРЕССІ на Каннському кінофестивалі за фільм Діра, а також «Срібний ведмідь» як кращому режисерові на Берлінале—2005 за стрічку «Норовлива хмара».

## Фільмографія

### Художні фільми
- 1992 — Повстанці неонового бога / Rebels of the Neon God
- 1994 — Хай живе любов / Vive L'Amour
- 1997 — Річка / The River
- 1998 — Діра / The Hole
- 2001 — А у вас котра година? / What Time Is It There?
- 2003 — Прощай, готель «Дракон» / Goodbye, Dragon Inn
- 2005 — Норовлива хмара / The Wayward Cloud
- 2006 — Не хочу спати одна / I Do not Want to Sleep Alone
- 2007 — У кожного своє кіно / Chacun son cinéma — епізод «Це сон»
- 2009 — Обличчя / Visage
- 2013 — Бродячі пси / Jiaoyou
- 2014 — Подорож на Захід / Xi You
- 2015 — Afternoon / 那日下午
- 2018 — Your Face
- 2020 — Дні / Rizi

### Короткометражні та середньометражні фільми
- 2001 — A Conversation with God
- 2002 — The Skywalk Is Gone
- 2003 — Moonlight in the River
- 2004 — My Stinking Kid
- 2007 — Це Сон / It's a Dream
- 2008 — Sleeping in Dark Water
- 2009 — Madame Butterfly
- 2012 — Ходок / Walker
- 2012 — No Form
- 2012 — Sleepwalk
- 2012 — Diamond Sutra
- 2013 — Walking on Water
- 2015 — No No Sleep
- 2015 — Xiao Kang
- 2016 — Autumn Days
- 2017 — The Deserted (VR)
- 2018 — Sand
- 2018 — Light

### Телевізійні фільми
- 1989 — Endless Love
- 1989 — The Happy Weaver
- 1989 — Far Away
- 1989 — All Corners of the World
- 1989 — Li Hsiang's Love Line
- 1989 — My Name is Mary
- 1990 — Ah-Hsiung's First Love
- 1991 — Give Me a Home
- 1991 — Boys
- 1991 — Hsio Yueh's Dowry
- 1995 — My New Friends